# Pan-gröna koalitionen
Den pan-gröna koalitionen (Fànlǜ Liánméng) är en politisk allians i Republiken Kina (Taiwan), som i motsats till det tidigare statsbärande partiet Kuomintang, föredrar taiwanesisk självständighet framför en återförening med Fastlands-Kina.
Namnet är taget från det största medlemspartiet, DPP, som har grönt i sin partisymbol, tack vare dess ursprungliga förbindelse med miljörörelsen.

## Medlemspartier
- Demokratiska progressiva partiet (DPP)
- Taiwans Solidaritetsförbund
- Taiwans Självständighetsparti